# Kościół ewangelicko-augsburski w Kutnie
Kościół ewangelicko-augsburski w Kutnie – kościół parafialny należący do parafii Ewangelicko-Augsburskiej w Kutnie (diecezja warszawska Kościoła Ewangelicko-Augsburskiego w RP).
Jest to świątynia wzniesiona w 1880 roku na miejscu drewnianego kościoła. Jest to budowla wzniesiona w stylu neogotyckim na planie prostokąta, z lekko wysuniętą wieżą na planie kwadratu przy elewacji frontowej oraz absydą zamkniętą trójbocznie. Świątynię nakrywa blaszany dach dwuspadowy. Elewacje boczne kościoła są czteroosiowe i podzielone pseudopilastrami toskańskimi, pomiędzy nimi są umieszczone wąskie, wysokie, ostrołukowe okna. Wieża posiada trzy kondygnacje, w niej znajduje się wejście do kościoła, zwieńczona jest z czterech stron trójkątnymi szczytami, nakrywa ją dach hełmowy w kształcie ostrosłupa o podstawie sześciokąta. Jednoprzestrzenne wnętrze poprzedza kruchta. Po 1989 roku dzięki zaangażowaniu Hermana Nijhofa, ewangelika z Holandii, świątynia została wyremontowana.
W świątyni odprawiane są także nabożeństwa Kościoła Starokatolickiego Mariawitów, przez proboszcza parafii św. Mateusza Apostoła i Ewangelisty i św. Rocha w Nowej Sobótce. 